# Astragalus mucronifolius
Astragalus mucronifolius är en ärtväxtart som beskrevs av Pierre Edmond Boissier. Astragalus mucronifolius ingår i släktet vedlar, och familjen ärtväxter. Utöver nominatformen finns också underarten A. m. robustus.